# 奧利維耶·達安
奧利維耶·達安（法語：Olivier Dahan，1967年6月26日—），法國電影導演和編劇。他執導電影《玫瑰人生》是唯一贏得2座奧斯卡獎的法國電影。

## 作品
- 1994：《兄弟們》（Frères）
- 1998：《已經死》（Déjà mort）
- 2001：《小蒲塞》（Le Petit Poucet）
- 2002：《許諾的生活》（La Vie promise）
- 2004：《赤色追緝令2》（Les Rivières pourpres II : les Anges de l'Apocalypse）
- 2007：《玫瑰人生》（La Môme）
- 2009：《My Own Love Song》[1]
- 2014：《為愛璀璨：永遠的葛麗絲》（Grace of Monaco）
- 2021：《西蒙娜：世紀之聲》（Simone Veil, A Woman of the Century）